# Omid Norouzi
Omid Norouzi, född 18 februari 1986 i Shiraz, Iran, är en iransk brottare som tog OS-guld i fjäderviktsbrottning vid de grekisk-romerska OS-brottningstävlingarna 2012 i London.
Norouzi har även tagit en guldmedalj vid världsmästerskapen i brottning 2011 i Istanbul och en silvermedalj 2014 i Tasjkent. Han har också vunnit ett guld vid Asiatiska spelen 2010.